# Перетворення Лежандра
Перетворення Лежандра для заданої функції F(x) — це побудова функції F*(p), двоїстої їй за Юнгом. Якщо вихідна функція була визначена на векторному просторі V, її перетворенням Лежандра буде функція, визначена на зв'язаному просторі V*, тобто на просторі лінійних функцій на просторі V.

## Визначення

### Аналітичне визначення
Перетворенням Лежандра функції f, заданої на підмножині M векторного простору V, називається функція f*, визначена на спряженому просторі V * за формулою
{\displaystyle f^{*}(p)=\sup _{x\in V}(\left\langle p,x\right\rangle -f(x)),~~x\in M},
де {\displaystyle \left\langle p,x\right\rangle } — значення лінійного функціоналу p на векторі x. У разі гільбертова простору це буде просто скалярний добуток. В окремому випадку диференційовної функції, заданої в {\displaystyle {\mathcal {R}}^{n}}, перехід до спряженої функції здійснюється за формулами
{\displaystyle f^{*}({\vec {p}})={\vec {p}}{\vec {x}}-f({\vec {x}}),~~~{\vec {p}}={\frac {\partial f}{\partial {\vec {x}}}}=\operatorname {grad} f},
причому x потрібно виразити через p із другого рівняння.

### Геометричний сенс
Для опуклої функції F (x) її надграфік epi f = {y | y >= F(x)} є опукла замкнена множина, межею якої є графік функції F (x). Множина опорних гіперплощини до надграфіка функції F (x) є природна область визначення її перетворенням Лежандра F * (p). Якщо p — опорна гіперплощина (у нашому випадку дотична) до надграфіка, вона перетинає вісь y в деякій єдиній точці. Її y-координата, взята зі знаком мінус, і є значення функції F * (p).
Відповідність x -> p визначено однозначно в області, де функція F (x) диференційовна (тоді p — є дотична гіперплощина до графіка F (x) в точці x). Зворотне відповідність p -> x визначено однозначно тоді і тільки тоді, коли функція F (x) суворо опукла (у цьому випадку x — єдина точка дотику опорної гіперплощини p з графіком функції F (x)).
Якщо функція F (x) диференційовна і строго опукла, визначено відповідність p(x) <--> dF(x), що зіставляють гіперплощині p диференціал функції F(x) в точці х. Ця відповідність взаємно однозначна і дозволяє перенести область визначення функції F* (p) у простір ковекторів V* (якими є диференціали функції F (x)).
У загальному випадку довільної неопуклих функції геометричний сенс перетворення Лежандра зберігається. У силу опорного принципу, опукла оболонка надграфіка f є перетином півпросторів, що задаються всіма опорними гіперплощинами, тому для перетворення Лежандра істотна лише опукла оболонка надграфіка f. Таким чином, випадок довільної функції легко зводиться до випадку опуклою. Функція навіть не зобов'язана бути диференційованою або неперервною, її перетворення Лежандра все одно буде опуклою напівнеперервною знизу функцією.

## Властивості
1. Теорема Фенхеля — Моро: для опуклої напівнеперервної знизу власної функції f, заданої на рефлексивному просторі, перетворення Лежандра є інволютивним, тобто f * * (x) = f (x). Легко переконатися, що якщо опуклим замиканням функції f є функція g, то f *= g *. Звідси випливає, що для неопуклих функції, опукле замикання якої — власна функція,

1. {\displaystyle f^{**}(x)={\overline {\operatorname {co} }}f(x)}, 
де {\displaystyle {\overline {\operatorname {co} }}f} — опукле замикання функції f.

1. Безпосередньо з аналітичного визначення випливає нерівність Юнга — Фенхеля:

1. {\displaystyle f(x)+f^{*}(p)\geq \left\langle p,x\right\rangle }, причому рівність досягається тільки якщо p = F '(x).

(Часто нерівністю Юнга називають окремий випадок цієї нерівності для функції F (x) = xa / a, a> 1).
1. У варіаційному численні (і заснованої на ньому лагранжевій механіці) перетворення Лежандра звичайно застосовується до лагранжіану дії {\displaystyle L(t,x,{\dot {x}})} за змінною {\displaystyle {\dot {x}}}. Образом лагранжіану стає гамільтоніан дії H(t, x, p), а рівняння Ейлера — Лагранжа для оптимальних траєкторій перетворюються в рівняння Гамільтона.